# Pardosa costrica
Pardosa costrica este o specie de păianjeni din genul Pardosa, familia Lycosidae, descrisă de Chamberlin și Ivie în anul 1942.
Este endemică în Costa Rica. Conform Catalogue of Life specia Pardosa costrica nu are subspecii cunoscute.